# Ochancourt
Ochancourt (picardisch: Ochincourt) ist eine nordfranzösische Gemeinde mit 320 Einwohnern (Stand 1. Januar 2022) im Département Somme in der Region Hauts-de-France. Die Gemeinde liegt im Arrondissement Abbeville und ist Teil der Communauté de communes du Vimeu und des Kantons Friville-Escarbotin.

## Geographie
Die Gemeinde liegt rund zehn Kilometer südlich von Saint-Valery-sur-Somme und fünf Kilometer östlich von Friville-Escarbotin. Das Gemeindegebiet liegt im Regionalen Naturpark Baie de Somme Picardie Maritime.

## Geschichte

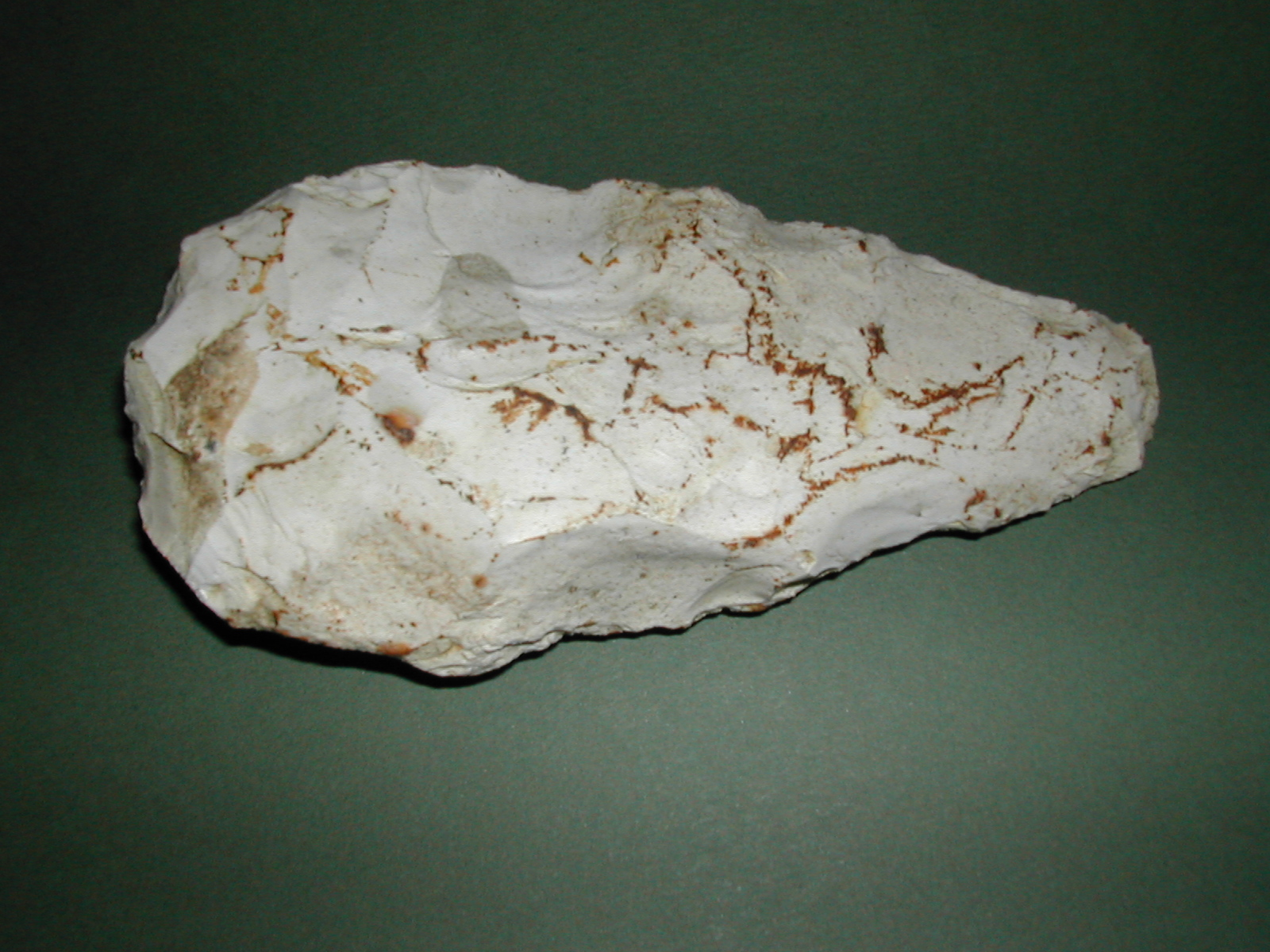
Bearbeiteter Feuerstein aus Ochancourt

Vorgeschichtliche Funde wie ein Feuersteinwerkzeug bezeugen eine Besiedlung in prähistorischer Zeit. Das „Land der Gräber“ soll der Begräbnisplatz für die Gefallenen der Schlacht bei Saucourt zwischen Franken unter Ludwig III. (Frankreich) und Normannen im Jahr 881 sein.
Seit der Schaffung des Kantons Friville-Escarbotin im Jahr 1985 gehört Ochancourt zu diesem (zuvor zum Kanton Ault).

## Einwohner
| 1962 | 1968 | 1975 | 1982 | 1990 | 1999 | 2006 | 2018 |
| ---- | ---- | ---- | ---- | ---- | ---- | ---- | ---- |
| 229  | 213  | 189  | 241  | 253  | 235  | 255  | 325  |

## Sehenswürdigkeiten
- teilweise auf das 12. Jahrhundert zurückgehende Kirche Saint-Ouen[1]

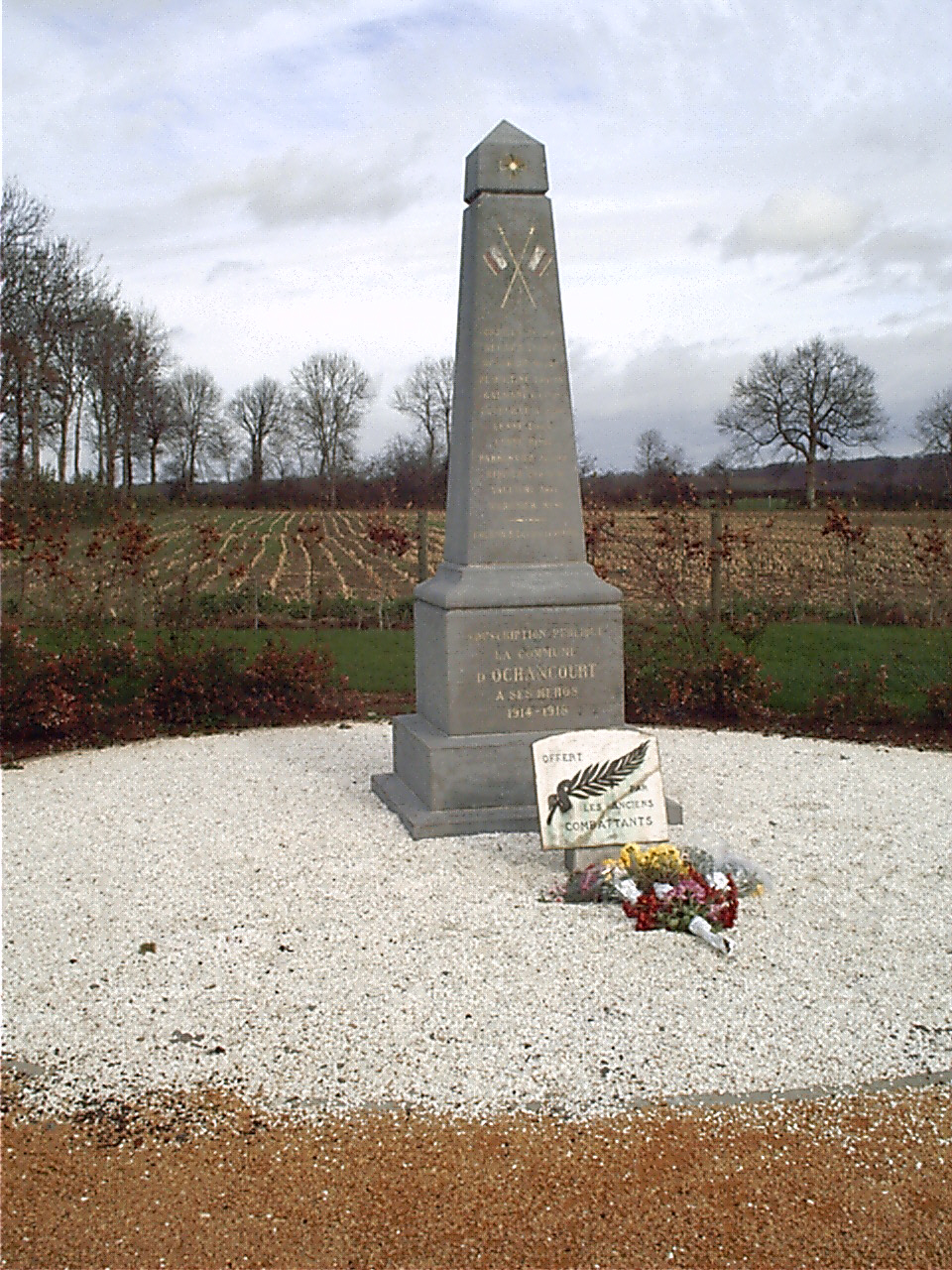
Kriegerdenkmal

- Kriegerdenkmal
- Schloss aus dem 18. Jahrhundert